# فيرنون دوبتشيف
فيرنون دوبتشيف (بالفرنسية: Vernon Dobtcheff )‏
```
(و. 
1934  
م
) هو 
كاتب سيناريو
، 
وممثل مسرحي
، وممثل أفلام من فرنسا، والمملكة المتحدة، ولد في 
نيم
.
```

## وصلات خارجية
- فيرنون دوبتشيف على موقع IMDb (الإنجليزية)
- فيرنون دوبتشيف على موقع قاعدة بيانات الأفلام العربية
- فيرنون دوبتشيف على موقع ألو سيني (الفرنسية)
- فيرنون دوبتشيف على موقع أول موفي (الإنجليزية)
- فيرنون دوبتشيف على موقع قاعدة بيانات الأفلام السويدية (السويدية)
- فيرنون دوبتشيف على موقع إن إن دي بي (الإنجليزية)
- فيرنون دوبتشيف على موقع قاعدة بيانات الفيلم (الإنجليزية)
- فيرنون دوبتشيف على موقع كينوبويسك (الروسية)